# Michał Porada
Michał Porada OFM (ur. 28 kwietnia 1891 roku, zm. 27 listopada 1970 r. w Górze Świętej Anny) – polski kapłan, franciszkanin, prowincjał.
Michał Porada należał do górnośląskiej Prowincji Wniebowzięcia Najświętszej Maryi Panny Zakonu Braci Mniejszych – Franciszkanów, której był prowincjałem w latach 1935–1938.
Rodzicami Michała Porady byli Filip i Paulina. Do Prowincji św. Jadwigi Zakonu Braci Mniejszych wstąpił w Nysie 26 lutego 1910 roku. Pierwsze śluby złożył 1 maja 1911 roku, profesję wieczystą 6 maja 1914 roku. Studia filozoficzno-teologiczne odbywał we Wrocławiu. W czasie studiów został wcielony do wojska pruskiego. Święcenia kapłańskie przyjął 20 czerwca 1920 roku.
W 1923 r. Michał Porada przeszedł do prowincji Niepokalanego poczęcia Najświętszej Maryi Panny w Polsce, która od 1932 r. zmieniła nazwę na Prowincja Wniebowzięcia Najświętszej Maryi Panny Zakonu Braci Mniejszych. W latach 1924–1926 był gwardianem klasztoru franciszkanów w Wieluniu. W latach 1929–1935 Michał Porada pełnił urząd sekretarza prowincjalnego. Przez pewien czas był też definitorem prowincji oraz magistrem braci nowicjuszy.
W 1935 r. został wybrany prowincjałem. Będąc prowincjałem wziął w 1936 r. udział w Pierwszym Synodzie Plenarnym Kościoła Polskiego w Częstochowie na Jasnej Górze. Był zaangażowany w budowę Kalwarii Panewnickiej. 19 grudnia 1937 r. poświęcił kościół klasztorny w Rybniku, który stał się siedzibą parafii św. Józefa Robotnika. W czasie II wojny światowej był proboszczem w Katowicach-Panewnikach. Po wojnie powrócił do prowincji wrocławskiej. Zmarł w Górze Świętej Anny 27 listopada 1970 roku. Został pochowany na tamtejszym cmentarzu zakonnym.